# 7 Pecados Rurais
7 Pecados Rurais é um filme português de comédia realizado por Nicolau Breyner, com João Paulo Rodrigues e Pedro Alves nos papéis principais. O filme é inspirado no programa humorístico da RTP1 TeleRural.

## Sinopse
O filme conta a história de Quim (João Paulo Rodrigues) e Zé (Pedro Alves), que se reencontram com duas primas afastadas de Lisboa. Juntos, decidem reviver as loucuras passadas em Curral de Moinas mas um imprevisto acontece e, quando dão por si, estão no Céu.
Aí, Deus (Nicolau Breyner) oferece-lhes uma segunda oportunidade com uma condição: provar que abdicarão de uma vida imoral e libertina e renunciando, por isso, aos sete pecados capitais: luxúria, gula, ira, inveja, avareza, soberba e preguiça.

## Elenco
- João Paulo Rodrigues… Quim
- Pedro Alves… Zé
- Alda Gomes…  Raquel
- Melânia Gomes… Patrícia
- Nicolau Breyner… Deus
- Cátia Nunes… Marilene Colibri
- José Raposo… Eng.º Castro Laboreiro
- Patrícia Tavares… Célia Careca
- Quim Barreiros… o próprio
- Paulo Futre... o próprio

## Produção
As filmagens decorreram entre Aveiro, Coimbra e Bombarral.

## Prémios
Foi o grande vencedor da primeira edição dos Prémios Áquila, tendo arrecado quatro prémios das cinco categorias a que estava nomeado.

## Recepção
De acordo com o Instituto do Cinema e Audiovisual, 7 Pecados Rurais foi o filme português mais visto nas salas de cinema portuguesas em 2013, alcançando os 287 107 espectadores e uma receita bruta de bilheteira de 1 487 056,61 €. Neste momento, ocupa a 3ª posição no ranking dos filmes portugueses mais vistos desde 2004.